# Cristian Leandro González
Cristian Leandro González (nacido el 13 de enero de 1990 en Buenos Aires, Argentina) es un futbolista argentino que se desempeña como defensor central en el Central Norte de la Primera B Nacional de Argentina.

## Trayectoria
Comenzó su carrera en el Deportivo Morón en el año 2010. En el 2013 fichó para jugar en Unión (Mar del Plata) y enfrentar el Torneo Argentino A 2013/14. En el 2015 rescindió su contrato, que tenía vigencia por tres años y finalizaba en junio de ese mismo año, con el gallo y continuó su carrera en el Club Atlético All Boys. El defensor vio con buenos ojos la oferta para jugar en el Primera B Nacional.

## Estadísticas
Actualizado al último partido disputado el 19 de febrero de 2024
| Club                             | Div.          | Temporada     | Liga  | Liga  | Copas nacionales | Copas nacionales | Copas internacionales | Copas internacionales | Total | Total |
| Club                             | Div.          | Temporada     | Part. | Goles | Part.            | Goles            | Part.                 | Goles                 | Part. | Goles |
| -------------------------------- | ------------- | ------------- | ----- | ----- | ---------------- | ---------------- | --------------------- | --------------------- | ----- | ----- |
| Deportivo Morón Argentina        | 3.ª           | 2010-13       | 122   | 6     | 4                | 0                | —                     | —                     | 126   | 6     |
| Atlético Unión Argentina         | 3.ª           | 2013-14       | 20    | 1     | —                | —                | —                     | —                     | 20    | 1     |
| Atlético Unión Argentina         | Total club    | Total club    | 20    | 1     | 0                | 0                | 0                     | 0                     | 20    | 1     |
| Deportivo Morón Argentina        | 3.ª           | 2014          | 12    | 0     | —                | —                | —                     | —                     | 12    | 0     |
| Deportivo Morón Argentina        | Total club    | Total club    | 134   | 6     | 4                | 0                | 0                     | 0                     | 138   | 6     |
| All Boys Argentina               | 2.ª           | 2015          | 33    | 2     | 2                | 0                | —                     | —                     | 35    | 2     |
| All Boys Argentina               | Total club    | Total club    | 33    | 2     | 2                | 0                | 0                     | 0                     | 35    | 2     |
| Defensores de Belgrano Argentina | 3.ª           | 2016          | 10    | 0     | —                | —                | —                     | —                     | 10    | 0     |
| Defensores de Belgrano Argentina | Total club    | Total club    | 10    | 0     | 0                | 0                | 0                     | 0                     | 10    | 0     |
| Atlético Venezuela · Venezuela   | 1.ª           | 2016-17       | 30    | 1     | —                | —                | —                     | —                     | 30    | 1     |
| Atlético Venezuela · Venezuela   | Total club    | Total club    | 30    | 1     | 0                | 0                | 0                     | 0                     | 30    | 1     |
| Villa Dálmine Argentina          | 2.ª           | 2018          | 6     | 0     | 2                | 0                | —                     | —                     | 8     | 0     |
| Villa Dálmine Argentina          | 2.ª           | 2019          | 14    | 1     | —                | —                | —                     | —                     | 14    | 1     |
| Villa Dálmine Argentina          | Total club    | Total club    | 20    | 1     | 2                | 0                | 0                     | 0                     | 22    | 1     |
| Deportivo Madryn Argentina       | 3.ª           | 2020          | 4     | 0     | 1                | 0                | —                     | —                     | 5     | 0     |
| Atlético Rafaela Argentina       | 2.ª           | 2021          | 23    | 4     | 1                | 0                | —                     | —                     | 24    | 4     |
| Atlético Rafaela Argentina       | Total club    | Total club    | 23    | 4     | 1                | 0                | 0                     | 0                     | 24    | 4     |
| Deportivo Madryn Argentina       | 2.ª           | 2022          | 23    | 1     | 5                | 2                | —                     | —                     | 28    | 3     |
| Deportivo Madryn Argentina       | Total club    | Total club    | 23    | 1     | 5                | 2                | 0                     | 0                     | 28    | 3     |
| Patronato Argentina              | 2.ª           | 2023          | 30    | 2     | 2                | 1                | 6                     | 1                     | 38    | 4     |
| Patronato Argentina              | Total club    | Total club    | 30    | 2     | 2                | 1                | 6                     | 1                     | 38    | 4     |
| Comerciantes Unidos · Perú       | 1.ª           | 2024          | 13    | 2     | —                | —                | —                     | —                     | 13    | 2     |
| Comerciantes Unidos · Perú       | Total club    | Total club    | 4     | 1     | 0                | 0                | 0                     | 0                     | 4     | 1     |
| Total carrera                    | Total carrera | Total carrera | 327   | 19    | 16               | 3                | 6                     | 1                     | 349   | 23    |